# Eibar
Eibar en basque ou Éibar en espagnol est une commune du Guipuscoa dans la communauté autonome du Pays basque en Espagne.

## Géographie
Les quartiers d'Eibar sont Aginaga, Amaña, Arrate, Gorosta, Kiñarraga-Otaola, Mandiola et Maltzaga.

## Industrie
L'industrie est historiquement celle de la fabrication d'armes. C'est pour cette raison qu'elle est connue comme « La Ciudad Armera » (la ville armurière).
Le premier document écrit qui fait référence à l'industrie armurière d'Eibar est une demande de deux lombards datés de 1481. Le musée de l'industrie de l'armurerie, qui présente les restes des productions d'Eibar, montre l'histoire industrielle de ce secteur. Depuis la production corporative des armes aux installations des Usines Royales d'Armes dans la localité voisine de Soraluze en basque ou Placencia de las Armas en espagnol jusqu'à la révolution industrielle du début du XXe siècle avec son essor et sa baisse qui ont conforté le sentiment et l'idiosyncrasie des gens d'aujourd'hui.
Le travail industriel, dans les forges et dans les ateliers corporatifs a été depuis toujours, la base économique d'Eibar. Le travail, son composant social, a conforté un caractère singulier dans ses habitants. Un couplet dit ceci :
En éuskaro rincón escondido

Hay un pueblo, olvidado tal vez,

donde impera por ley el trabajo

que es orgullo sin ser altivez
[réf. nécessaire]
La coexistence des ateliers avec les logements, y compris installés ces dernières, a permis la socialisation des différentes tâches qui composaient un produit et la relation égalitaire entre lesquelles elles les effectuaient. Cette façon de voir le travail, liée à l'artisanat et par conséquent aux soins mis dans la fabrication effectuée, a été déjà celle qui a déterminé, avant le surgissement des mouvements ouvriers et la pensée marxiste, un esprit libéral, libertaire, qui a été clair dans les guerres Carlistes, dans lesquelles Eibar a toujours été du côté libéral, et plus tard dans l'enracinement des idées socialistes, qui sont arrivées à un tel point qui ont permis, après une grève dure, la création de la première coopérative industrielle du pays, la coopérative Alpha.
L'industrie armurière, depuis les lombardes fabriquées dans les forges, jusqu'à laquelle ils utilisent la cartoucherie de retrocarga, sont passées par des époques de splendeur et de déclin. Des armuriers eibarais ont été transférés aux usines d'armes d'Oviedo et de Trubia, lorsqu'il est apparu clairement néfaste de maintenir la production d'armes près des frontières. Dans le même temps ont été lancés, avec les faibles ressources dont ils disposaient, la production des dernières technologies étrangères par la méthode de copie et améliorant, et qui a de base pour une production moderne et compétitive. Les crises du secteur armurier ont servi à promouvoir les aventures dans d'autres branches de l'industrie. De l'esprit entreprenant, est née la diversification industrielle qui a obtenu que des ateliers eibarais sortent depuis un tire-bouchon jusqu'à un fusil-mitrailleur, ou depuis une machine de coudre à une motocyclette.

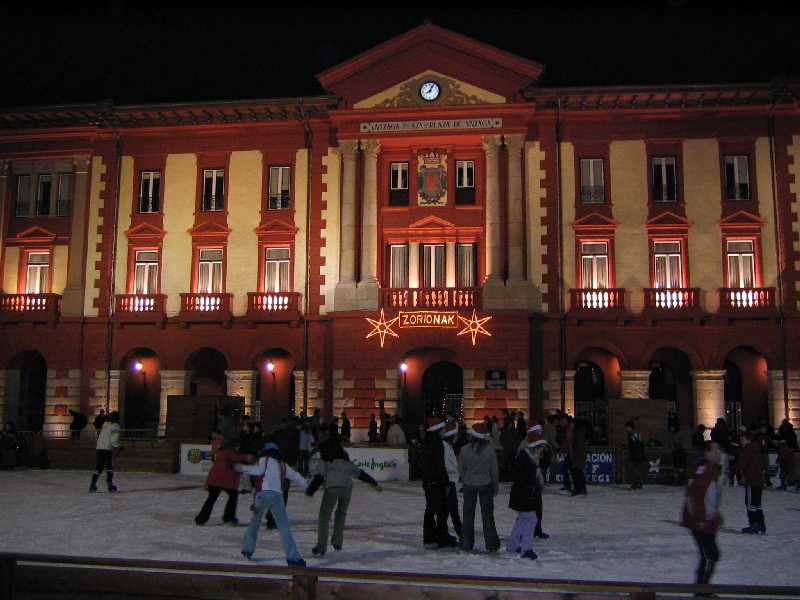
Place d'Untzaga et la mairie.

Eibar est très célèbre parce qu'il y a eu l'usine de motos Lambretta et celles de bicyclettes Orbea, BH (es) et G.A.C. (es). La fabrication de machines à coudre a également été importante (Alpha, entreprise pionnière dans le mouvement coopérateur). Bien qu'ils aient déjà fermé les usines d'armes de poing (n'oublions pas la STAR, Bonifacio Echeverria S.A où on fabriquait des armes exportées dans le monde entier). On maintient de nombreux petits ateliers de canons. Il existe un centre d'essais (Probadero) d'armes, unique en Espagne et l'un des 3 existant en Europe.
A remarquer ses productions de machine-outil, effet de la révolution industrielle des XIXe et XXe siècles, surtout à partir de la guerre civile espagnole (1936-1939). Elle a été pionnière en Pays Basque dans l'installation d'escaliers mécaniques à l'intempérie, dans la rue, donnant un accès vers hauts quartiers.
La vaste infrastructure éducative, à tous les niveaux, soulignée par une école d'ingénierie appartenant à l'Université du Pays Basque et l'école de formation professionnelle, pionnière en Espagne, connue comme « École d'arsenal ».
L'urbanisme eibarais, très atypique, où on mélangeait les industries et les logements, on disait qu'Eibar est un atelier, fait place à un changement architectural durant les dernières années. En passant d'un centre urbain plein de petits « ateliers » (entreprises) dans ce qui est supportable, à un nouvel Eibar avec un centre ouvert à toutes les catégories du peuple. Accessible avec vue et avec une courte promenade. La ville s'est humanisée et met dans son épicentre à l'eibarais : pour bénéficier de son centre urbain, qui se transforme piétonnier les fins de semaine. La ville a été embellie avec une collection de statues commémoratives activités et coutumes typiques, à savoir : la réception de ce qui est dulzaineros dans la gare ferroviaire, des enfants en allant bénir les galettes de San Blas (Saint Blaise) face à l'église paroissiale de San Andres et un travailleur prenant de l'eau dans la classique source d'Urquizu.
Eibar a toujours été socialement un peuple progressiste, dans la première Guerre Carliste peu d'habitants d'Eibar se sont ajoutés du côté carliste, en prenant part dans l'immense majorité, la partie libérale. À tel point qu'en 1834 on a constitué, avec une autorisation spéciale du général Espartero, un bataillon de combat intégré par des femmes, qui avaient déjà démontré leur efficacité dans la lutte dans la défense de ville le 26 juillet de 1834, comme le même Espartero dit dans sa missive qu'il remet à la Mairie d'Eibar :
« Como la presente solicitud de las eibarresas recae sobre la demostración práctica que han hecho ya de que saben con las armas en la mano desmentir la debilidad de su sexo habiéndolas manejado ya bizarramente a la defensa de esa villa del 26 de julio, tengo el mayor gusto en dar mi aprobación para formar el batallón que desean y ustedes se servirán pasarme las listas de las individuas que desean formarlo ».
Ainsi, il reprend textuellement dans le livre de la « Monographie historique d'Eibar » écrite par Gregorio Mújica au début du XXe siècle. Le sentiment progressiste de ce que les eibarais ont rendu propice dans les idées socialistes enracinées chez ces gens. Depuis le début du XXe siècle la présence du PSOE a été déjà très importante, ce pourquoi elle peut être considéré à Eibar comme la capitale historique du socialisme basque.

## Histoire

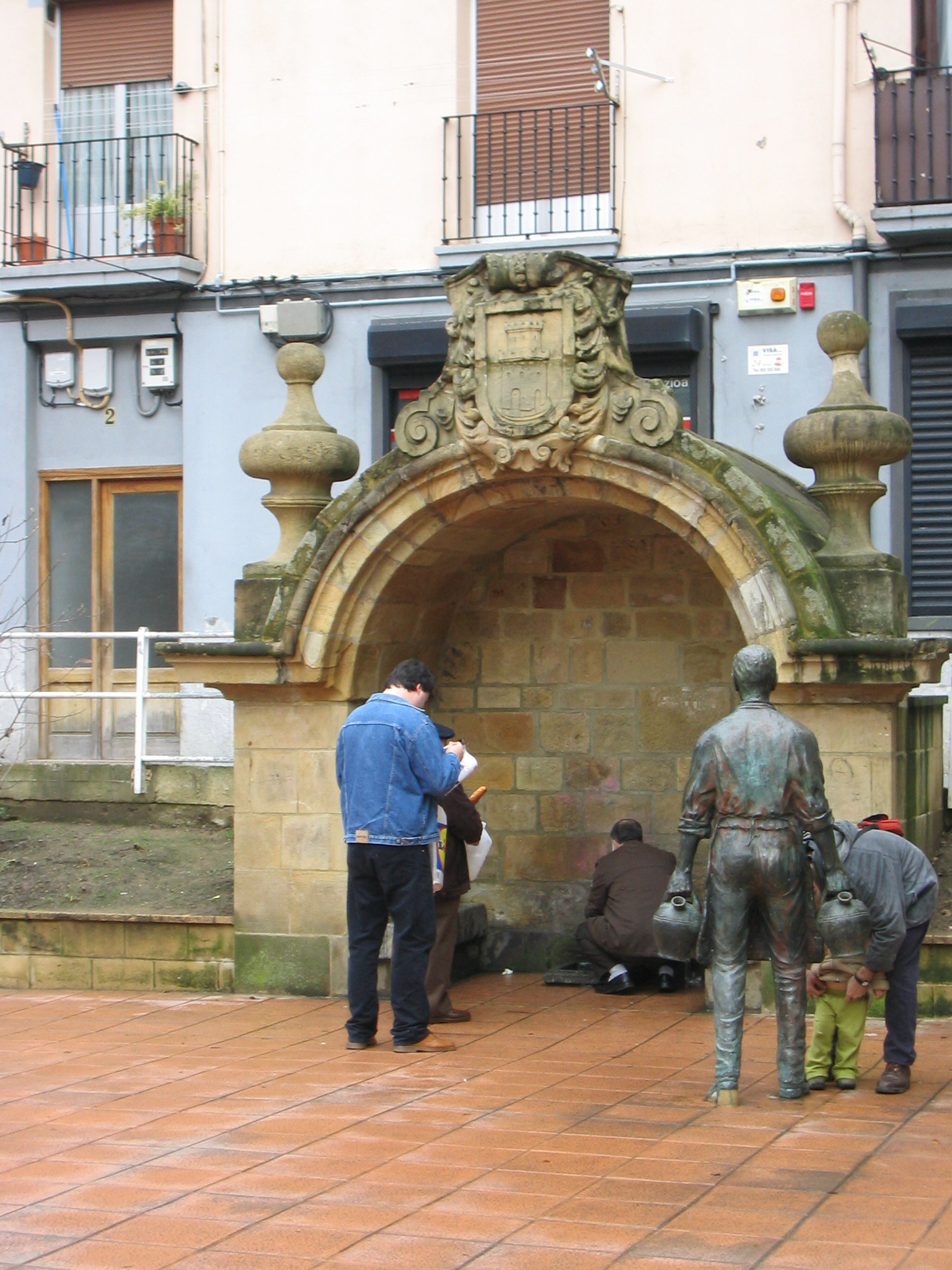
Fontaine d'Urkizu.

Les découvertes préhistoriques effectuées dans les environs de la ville témoignent déjà de la présence humaine dans le Néolithique, IIIe millénaire av. J.-C.. Quand les Romains sont arrivés sur ces terres, ils ont témoigné qu'en ces dernières habitaient les Caristios (Caristes). Les Romains ont intégré la vallée de Deba dans le conventus de Clunia, structure politique qui a été maintenue jusqu'aux wisigoths.
Pendant un certain temps, cette partie de la vallée de Deba a appartenu au royaume de Pampelune Nájera (celui qui sera plus tard le royaume de Navarre) comme une partie de celui Durangaldea. Quand la zone s'est transformée en limite entre Gipuzkoa et le Seigneurie de Biscaye a été appelée, des deux côtés de la ligne de division, Markina. Dans la vallée de Deba étaient définie la Marquina de Yuso et la Marquina de Suso laquelle était étendue par la vallée de la rivière Ego. Dans des terres de Marquina de Suso se situe l'ancienne église de San Andres qui avait un concept monastique. En 436, la Seigneurie de Gipuzkoa définit la ville de Deba comme capitale de la vallée. Le port de la ville permettait l'approvisionnement de toute la vallée, sans avoir à dépendre de Seigneurie de Biscaye. C'est alors que Catondo, éminent commerçant d'Eibar décide d'empêcher les commerçants de la ville de Deba d'approvisionner la vallée en détournant le fleuve du même nom. La guerre des bandes, remportée par l'illustre Amuchastegui, qui durera jusqu'au XIXe siècle trouve dans cet épisode sa genèse.
Les premières informations sur Eibar datent de 1193 et ils font référence à la maison des seigneurs d'Unzueta en rapport dans leur lutte aux côtés des Oñaciens. En 1267 on fait référence à la cession du patronat de la paroisse aux seigneurs d'Olaso de la localité voisine d'Elgóibar par le roi Alfonse X dit le Sage.
Le 5 février 1346 le roi Alfonso XI de Castille donne des privilèges de ville à l'ancienne église de San Andres. La nouvelle ville reçoit le nom de Villanueva de San Andres de Heybar.
Les familles féodales qui dominaient le territoire de la ville ont pris part à la guerre des bandes. Eibar, comme le reste des populations de la vallée, maintenait une industrie du fer basée sur les forges et sur la fabrication d'armes.
En 1766 Eibar prend part dans les Matxinada et des années plus tard, en 1749, subit l'attaque des français qui détruisent la ville.
Au XIXe siècle des processus d'industrialisation se produisent avec la transformation du système corporatif de production dans un système industriel. Avec ce processus d'importants mouvements sociaux se produisent. Dans les Guerres Carlistes, les eibaraiss avaient été décantés déjà par le côté libéral, mais à la fin du XIXe siècle et dans la première moitié du XXe siècle, les idées du mouvement ouvrier international et socialistes arrivent dans la société eibaraise. le 6 août 1897, vit sa première grève et peu après le mouvement ouvrier obtiendra qu'Éibar soit dans un socialisme espagnol. Ceci terminerait le 14 avril 1931 avec la proclamation de la seconde république espagnole et Eibar sera la première ville espagnole a en profiter. Ceci lui a valu l'octroi du titre de « Ville la plus exemplaire »[réf. nécessaire].
Le chemin de fer arrive à Éibar en 1887 quand on inaugurera la gare haute de Maltzaga, dans celui qui sera un important croisement de lignes. Quelques années plus tard, en 1909 on inaugurerait la gare de chemin de fer d'Eibar .
Le 13 avril 1931, elle est la première à proclamer la Seconde République espagnole, après des élections municipales dans lesquelles les républicains se trouvent largement majoritaires dans la plupart des grandes villes du pays.
La Guerre Civile fait qu'Eibar est déclarée région dévastée en étant pratiquement détruite dans son intégralité, la reconstruction a fait place à l'important développement industriel et l'a une augmentation de la population qui est arrivée durant quelques années à dépasser les 40 000 habitants, s'étendant même aux populations voisines.
Le développement industriel et urbain a été effectué dans une orographie compliquée, la vallée de l'Ego est très étroite, qui oblige un urbanisme et une architecture, tant industrielle comme résidentielle, caractéristique. Le développement vertical des bâtiments avec le mélange entre industrie et résidence à la fois d'un accès compliqué à quelques urbanisations (question qui a été minorée avec l'utilisation de moyens mécaniques comme escaliers et élévateurs).
La difficulté d'extension des installations industrielles fait que commence un processus d'émigration à d'autres lieux de beaucoup d'entreprises. À ce fait on a ajouté la grave crise industrielle qui a commencé en 1973 et affecté l'infrastructure industrielle eibaraise.
Au début du XXIe siècle, en ayant perdu presque la moitié de sa population commence une repopulation lente affirmée dans l'industrie et dans les services.

## Culture
La ville accueille un musée de l'industrie armurière.

## Démographie
En 2013, la ville a une population de 27 439 habitants.

## Patrimoine

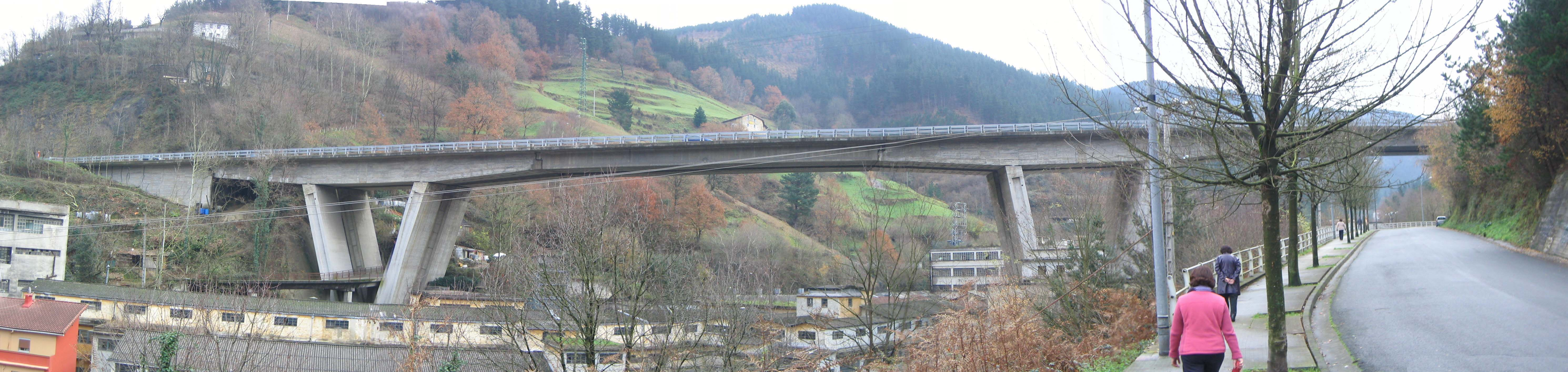
Viaduc de la AP-8 sur le Txonta, projet de l'ingénieur des routes Ginés Aparicio en 1972.

### Patrimoine civil
L'orographie de la situation de la ville ainsi que les faits historiques qu'elle a vécu a marqué la conservation de différents monuments. La croissance importante et démesurée, tant industrielle que l'habitat, qui s'est produit les décennies de 1950 et 1960 du XXe siècle, unie à la pauvreté du sol et l'étroitesse de la vallée a fait qu'on démolisse beaucoup de bâtiments historiques qui avaient été sauvés de la destruction durant la Guerre Civile. Eibar a été en première ligne depuis septembre 1936 jusqu'à avril 1937. La destruction a été telle qu'elle est entrée dans le plan de reconstruction de dommages de guerre suivi par l'organisme Régions Dévastées. À la fin du XVIIIe siècle, elle avait été très endommagée déjà par les troupes françaises qui l'ont incendiée en la détruisant presque complètement.
- Palais Unzueta ou d'Unzate : du XVIIe siècle. Lié à l'origine à Eibar.
- Palais d'Aldatze : du XVIIe siècle, avec un beau blason des Iñarra, copieusement ébarbés.
- Palais de Markeskua : du XVIe siècle. Façade principale superbe et blason.
- Maison consistorial : Inauguré en 1901.
- Théâtre Coliseo : est une construction expressionniste et classicisme avec quelques éléments d'ornementation moderniste dans sa façade effectué par l'architecte navarrais Víctor Eusa en 1947. Après sa clôture en 1987, il a été restauré par l'architecte Martin Herrera et a été ré-inauguré en 2007.
- Frontón Astelena : inauguré en 1924 pour le jeu de la Pelote basque, connue par le surnom de la cathédrale de la balle.
- École d'arsenal : Première école professionnelle de l'Espagne. Le bâtiment enseignant original date de 1913.

### Patrimoine religieux

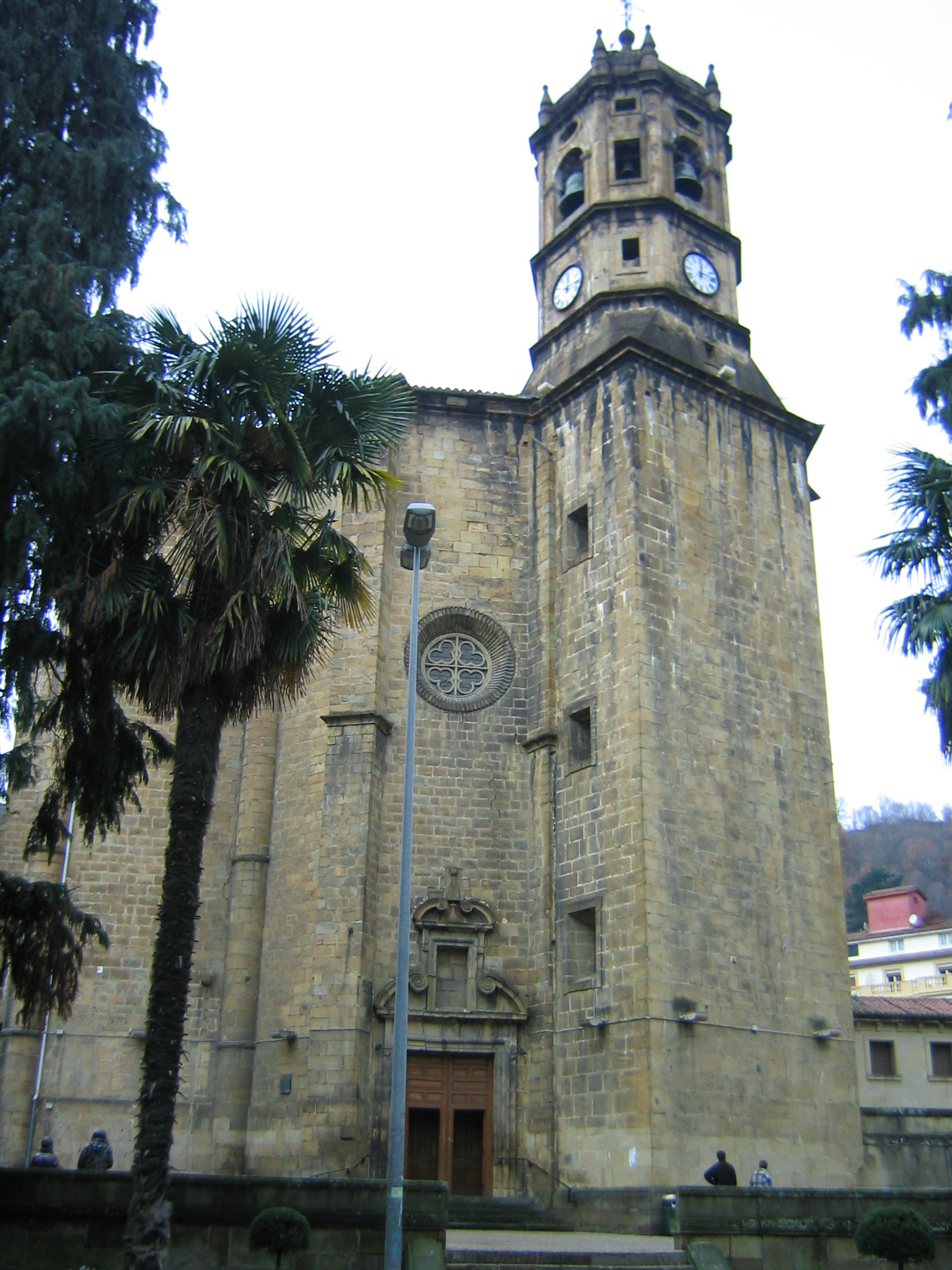
Église de San Andrés à Eibar.

- L'église de San Andres: Date des XVIe et XVIIe siècles.
- La Basilique d'Arrate: date des débuts du XVIIe siècle.
- L'Ermitage d'Azitain: avec son Christ imberbe, très rare dans le monde.
- Église parroquiel de San Miguel Arcángel d'Aguinaga: les premièrs documents du temple remontent à 1559. On conserve dans son intérieur un font baptismal roman et un groupe sculptural de Marie et l'Enfant, gothique.

Dans ce paragraphe faut souligner le cimetière d'Aguinaga, quelques éléments du cimetière d'Urki, les croisements d'Arrate (celle que couronne son sommet) et Urki ainsi que les ermitages San Salvador, Akondia, San Román et Sainte Croix.

### Patrimoine industriel
- Portalea : situé dans l'ancien bâtiment de l'entreprise d'armes Aya. Elle abrite la Bibliothèque publique et le Musée d'armes.
- Le Casque : maison habitation adossée au bâtiment industriel.
- Bâtiment grand Lambretta: bâtiment fait de béton exemple de l'architecture industrielle de développement vertical.
- Fusions Aurrerá : construit en béton, typique de l'approche industrielle des années 1960 du XXe siècle.
- Atelier Pablo Soroa-Heinza : situé dans la zone industrielle de Matsaria est un exemple de coexistence ateliers et logements et de style rationaliste.

### Patrimoine rural
- Les maisons palais rurales Sagartegieta et d'Egiguren étaient aussi remarquables, même si le temps a marqué ces dernières. Sagartegieta est pratiquement démolie et Egiguren entièrement reconstruite.

Il y a une série de fermes intéressantes dont : Untzeta, Zelaia, Zozola, celles de Kutunegieta qui forment un ensemble défini, Areta, Iraegi Handikoa, Barrenetxea, Gisasola, Suinaga, Iraragorri, San Juan, Ezkaregi, Ibar-gain, Pagei, Aritxulueta et Mandiola Azpikoa.

## Fêtes et traditions
Dans la chronologie de fête annuelle d'Éibar, on peut souligner les festivités ou coutumes suivantes :
- Année nouvelle : la tradition eibarresa est celle de monter à la montagne Urko le premier jour de l'année.
- San Blas : 3 février. La galette de San Blas est typique à Eibar.
- Sainte Águeda : L'image de Sainte Águeda est dans l'ermitage de San Román à Aguinaga et le 4 février, la veille de Sainte Águeda, les groupes eibarais sortent pour chanter les couplets consacrés à la Sainte.
- Carnavals : Le grand jour des carnavals eibarais est le « eguen zuri » ou jeudi où tous les étudiants sortent dans la rue avec leurs « koko-jantzi ». Mardi de carnaval c'est le jour réservé au plus grands.
- San Juan : Les festivités d'Eibar se rassemblent autour du feu et des feux d'artifice. L'accueil des dulzaineros d'Estella est l'acte qui démarre les festivité.
- Festivités d'Arrate : Tous les eibarais montent à Arrate le 8 septembre, parce que, selon la tradition, ce qui est eibarai ne viennent pas de Paris, mais des bateaux accrochés dans l'église de Notre dame d'Arrate.
- San Miguel : Le 29 septembre a lieu le jour de San Miguel d'Aguinaga, une festivité à celle que le temps n'a pas affecté.
- San Andres : Le 30 novembre a lieu la fête de San Andres, une des festivités qui a obtenu davantage d'essor durant les dernières années grâce à la grande Foire qui a lieu à Eibar.
- Gaztainerre : A lieu second lundi à partir « día de ánimas » ou premier novembre. La coutume eibaraise est de manger des escargots et des châtaignes grillées qui n'ont pas encore été mangées jusqu'à présent.

## Sports
Lors de la saison 2013-2014, le club de football SD Eibar est promu en Première division pour la première fois.
Le club évolue au Stade municipal d'Ipurua situé à Eibar

## Personnalités

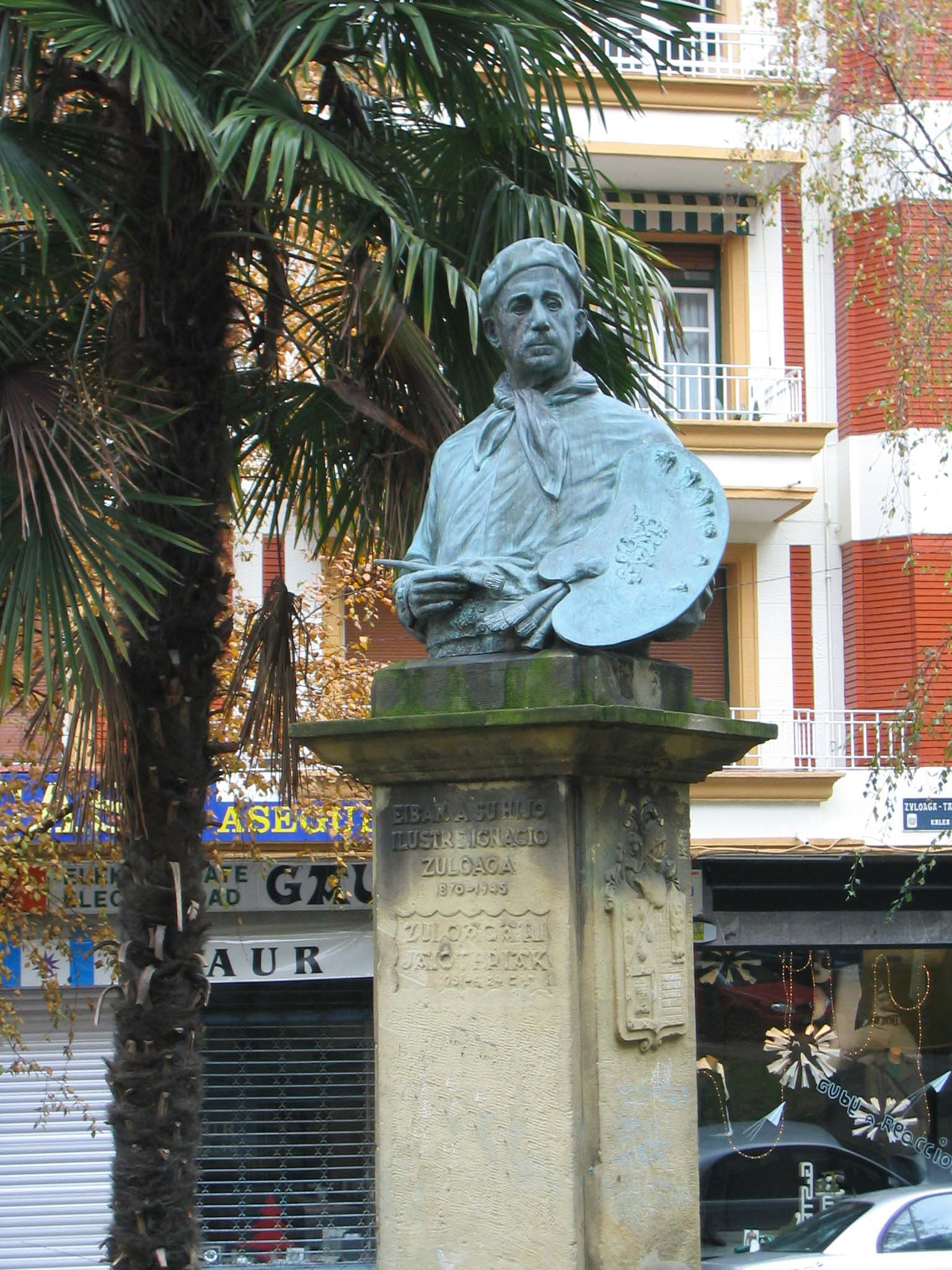
Monument dédié à Ignacio Zuloaga à Eibar.

- Francisco de Ibarra (1539-1575), explorateur et conquistador. Fondateur de la ville de Durango, également connue comme Victoria de Durango, capitale du Mexique de l'Etat de Durango.
- Martín Mallea (? - 1606), religieux, missionnaire et navigateur.
- Ignacio Zuloaga (1870 - 1945), peintre.
- Jacinto Olave (1877 - 1957), peintre.
- Carlos Elguezua (1898 - 1987), sculpteur.
- Lucas Alberdi (1906 - 1993), damasquineur.
- Juan Antonio Moguel (1745 - 1804), écrivain et prêtre.
- Romualdo Galdós (1885 - 1953), religieux et écrivain.
- Toribio Echeverría (1887 - 1968), politique et écrivain.
- Juan San Martín, (1922 - 2005), écrivain et littéraire.
- Indalecio Ojanguren (1887 - 1972), photographe.
- Javier Aguirresarobe (1948 - ), photographe. Premier prix Goya pour la meilleure photographie.
- Julián Echeverría (1875 - ?), industriel et professeur.
- Wenceslao Orbea (? - ?), Avocat et homme de lettres de la Diputación.
- Antonio Iturrioz (1852 - 1916), homme politique.
- Víctor Lecumberri (Otxabiña), (1913 - 2005), homme politique et syndicaliste.
- Pedro Basauri (Pedrucho) (1893 - 1973), Torero.
- José Muguerza Anitúa, footballeur (1911)
- Maite Zúñiga (1964 - ), Athlète.
- Ramón Gabilondo (1913 - 2004) - footballeur international de l'Atlético de Madrid.
- Roberto Echevarría (1908-1981) - footballeur international.
- Ciriaco Errasti Siunaga (1904 - ?), footballeur.
- José Eulogio Gárate Ormaechea, (1944 - ) footballeur
- Alberto Ormaetxea (1939 - 2005), footballeur et entraineur.
- Alberto Albístegui (1964 - ), footballeur.
- Agustín Guisasola (1952) - footballeur.
- José Diego Álvarez (1954) - footballeur.
- Pedro Horrillo (1974 - ), cycliste.
- Patxi Usobiaga (1980 - ), champion du monde d'escalade.
- Indalecio Sarasqueta (1860 - 1900), "Txikito de Eibar". Pelotari.
- Iñaki Del Rey, Pilote de moto
- Juan Guisasola Iñarrairaegi (1885 - 1948) musicien et compositeur.
- José Ramón Orozco (1921 - ), ténor.
- Aitor Gorosabel (1970 - ), musicien.
- Borxa Arrillaga (1969 - ), musicien.
- Sœur Isabel Lete Landa (1913 - 1941), religieuse.
- Antxon Urrusolo (? - ), journaliste et présentateur de télévision.
- Ibon Uzkudun (1973 - ), présentateur de télévision et acteur.
- Mercedes Careaga (1908 - 1997), travailleuse active pour les droits des plus défavorisés de la société.